# Maria Sapieha (1910–2009)
Maria Krystyna Sapieha (ur. 26 kwietnia 1910 w Suchowoli, zm. 1 kwietnia 2009) – polska działaczka społeczna. Córka Jerzego Zdziechowskiego (ministra skarbu II RP), żona Jana Andrzeja Sapiehy. Współzałożycielka i prezydent Fundacji Ex Animo.
Studiowała w Wielkiej Brytanii i Francji. Podczas II wojny światowej przebywała poza granicami Polski. Będąc we Francji, zaangażowała się w pracę dla wywiadu (Résistance). Oddział II Sztabu Generalnego Wojska Polskiego wysłał ją również z misją do Włoch. Przez trzy lata była więziona we Włoszech i Niemczech, po wojnie przeniosła się do Londynu. Później utworzyła fundację „Pomoc Dzieciom Polskim”. W latach 80. wspierała „Medical Aid for Poland” i „Polską Macierz Szkolną” w Anglii. W okresie III RP działała także w Fundacji Ius et Lex.
W 1962 włoska gazeta „il Giornale” nazwała ją polską Matą Hari. W 2008 ukazała się książka Moje życie, mój czas, zawierająca wspomnienia Marii Sapieżyny.
Otrzymała Krzyż Oficerski Orderu Odrodzenia Polski i francuski Krzyż Wojenny ze Srebrną Gwiazdą. 9 czerwca 2003 została odznaczona Orderem Uśmiechu. 15 kwietnia 2009 prezydent Lech Kaczyński nadał jej pośmiertnie Krzyż Komandorski z Gwiazdą Orderu Odrodzenia Polski.
W 2005 była członkinią honorowego komitetu poparcia Lecha Kaczyńskiego w wyborach prezydenckich.
Zmarła w 2009 roku, pozostawiając trzech synów – Jana Pawła, Jerzego Andrzeja i Eustachego Piotra.